# Den heliga familjen Addams
Den heliga familjen Addams (engelska: Addams Family Values) är en amerikansk film från 1993, i regi av Barry Sonnenfeld. 

## Handling
När Morticia och Gomez Addams kommer hem med sitt nyfödda barn försöker syskonen döda barnet. 
Den senaste barnflickan, Debbie, är egentligen en massmörderska som gifter sig med rika män för att sedan döda dem och kvittera ut arvet. Hon skickar iväg de äldre barnen på läger och förför sedan deras farbror. De gifter sig och på bröllopsresan försöker hon mörda honom, men misslyckas och han återvänder hem. Då försöker hon döda hela familjen med hjälp av elektricitet, men blir istället grillad till döds av en uppfinning av det yngsta barnet.

## Om filmen
Filmen är inspelad på ett flertal platser i Kalifornien. Den hade världspremiär i USA den 19 november 1993.
Rollen som babyn, en pojke, spelas av två tvillingflickor.
Carol Kane, som spelar rollen som mormor är nästan ett år yngre än Anjelica Huston, som spelar rollen som hennes dotter.
Filmen hade Sverigepremiär den 28 januari 1994, åldersgränsen sattes där till 11 år.

## Rollista (urval)
- Anjelica Huston - Morticia Addams
- Raúl Juliá - Gomez Addams
- Christopher Lloyd - Fester Addams
- Joan Cusack - Debbie Jellinsky
- Christina Ricci - Wednesday Addams
- Carel Struycken – Lurch
- Carol Kane - mormor
- Jimmy Workman - Pugsley Addams
- Kaitlyn Hooper och Kristen Hooper - Pubert Addams
- Barry Sonnenfeld - herr Glicker
- John Franklin - kusin Itt
- Cynthia Nixon - Heather
- David Hyde Pierce - läkaren i förlossningsrummet
- Peter Graves - värden

## Musik i filmen
- The  Addams Family Theme, skriven av Vic Mizzy
- Disgusting Crime Theme, skriven och framförd av D. Brent Nelson
- Camp Chippawa, skriven av Marc Shaiman, Paul Rudnick och Scott Wittman
- Tie a yellow ribbon round the old oak tree, skriven av Irwin Levine och Larry Brown
- Kum ba yah, framförd av Peter MacNicol och Christine Baranski
- Express yourself, skriven av Charles Wright, text Fu-Schmikkens framförd av Roger and Fu-Schmickens
- Sunrise... sunset, skriven av Sheldon Harnick och Jerry Bock
- Happy Turkey Day, skriven av Marc Shaiman och Paul Rudnick
- The Sound of Music, skriven av Richard Rodgers och Oscar Hammerstein II, framförd av Julie Andrews
- The Brady Bunch Theme, skriven av Frank De Vol och Sherwood Schwartz, framförd av the Brady Bunch
- Tomorow, skriven av Charles Strouse och Martin Charnin
- Eat us, skriven av Marc Shaiman och Paul Rudnick
- Macho man, skriven av Henri Belolo, Jacques Morali och Victor Willis, framförd av the Village People
- Indian Love Call, skriven av Rudolf Friml, Otto Harbach och Oscar Hammerstein II
- Swing Low, Sweet Chariot, skriven av Henry Thacker Burleigh, framförd av Raul Julia
- Happy Birthday to You, skriven av Mildred J. Hill och Patty S. Hill
- Addams Family (Whoomp!), skriven av Ralph Sall, Steve Gibson och Cecil Glenn, framförd av Tag Team
- Whatcha see is watcha get, skriven av Tony Hester, framförd av RuPaul
- Do it any way you wanna (it's on you), skriven av Leon Huff, text The Guru, framförd av The Guru

### Fotnoter
1. ↑  ”Addams Family Values” (på engelska). Box Office Mojo. 19 november 1993. http://www.boxofficemojo.com/movies/?id=addamsfamilyvalues.htm. Läst 3 november 2016.
2. ↑  ”Addams Family Values”. Svensk filmdatabas. 28 januari 1994. http://www.sfi.se/sv/svensk-filmdatabas/Item/?type=MOVIE&itemid=18370. Läst 3 november 2016.
3. ↑  ”Addams Family Values”. Svensk filmdatabas. 9 december 1993. http://www.sfi.se/sv/svensk-filmdatabas/Item/?itemid=18370&type=MOVIE&iv=Censorship. Läst 3 november 2016.